# After Hours (альбом The Weeknd)
After Hours — четвёртый студийный альбом канадского певца The Weeknd, выпущенный 20 марта 2020 года. Название было представлено 13 февраля 2020 года. В период с ноября по август было выпущено четыре сингла: «Heartless», «Blinding Lights», «In Your Eyes» и «Save Your Tears». Это первый студийный альбом The Weeknd с момента выпуска Starboy в 2016-м и мини-LP My Dear Melancholy, в 2018-м. В альбоме нет приглашённых артистов.

## История
Впервые Уикнд упомянул, что работает над новым альбомом в ноябре 2018 года, когда во время выступления сказал: «Глава VI — скоро». 12 января 2019 года Тесфайе продолжил рассказывать об альбоме и его звуке, написав твит: «Больше не будет дневной музыки», что позволяет нам предполагать, что в альбоме продолжатся идеи, заложенные в My Dear Melancholy. 6 августа 2019, после нескольких совместных синглов, Уикнд объявил, что продолжает работу над новым альбомом. 24 ноября 2019 года сингл «Blinding Lights» прозвучал в телевизионной рекламе Mercedes-Benz, а на следующий день было объявлено о выходе сингла «Heartless». 27 ноября в передаче The Weeknd’s Memento Mori на радио Beats 1 состоялась премьера песни «Heartless». За несколько часов до премьеры песни на радио Уикнд анонсировал своё возвращение подписями под публикациями в Instagram: «падение начинается завтра вечером» и «Сегодня мы начинаем новую мозгорасплавляющую психотическую главу! Погнали!». Оба сингла стали коммерчески успешными, а критики их тепло приняли. «Heartless» стала 4-й песней Уикнда, которая поднялась на 1-е место в чарте Billboard Hot 100, а «Blinding Lights» заняла первые места в топах разных стран. 13 февраля 2020 года Тесфайе объявил название альбома в 48-секундном тизере.
20 марта 2020 года певец официально выпустил свой альбом After Hours, состоящий из 14 песен. Позже, 30 марта, он добавил ещё 3 песни в альбом — «Nothing Compares», «Missed You» и «Final Lullaby».

## Художественное оформление
Креативным направлением альбома занимался La Mar C. Taylor.

## Релиз и продвижение

### Живые выступления
5 декабря 2019 года The Weeknd впервые исполнил сингл «Heartless» в программе «Позднее шоу со Стивеном Кольбером». «Blinding Lights» дебютировала на следующий день на том же шоу. Оба выступления получили положительную реакцию критиков и зрителей, и их сравнили с ранними выступлениями Майкла Джексона и Принса. 22 января 2020 года в программе «Джимми Киммел в прямом эфире» была исполнена «Blinding Lights». Выступление Тесфайе было вдохновлено музыкальным видео для этой песни, которое было выпущено незадолго до этого живого выступления.
The Weeknd был объявлен музыкальным гостем в выпуске 45-го сезона Saturday Night Live от 7 марта 2020 года, где исполнил композицию «Scared To Live»  в первый раз, а также сингл  «Blinding Lights».
30 августа 2020 года артист исполнил «Blinding Lights» на церемонии MTV VMAs 2020. Это выступление покорило всех и затмило остальных артистов. The Weeknd выступил на высоте 335 метров над землей на смотровой площадке  Hudson Yard в Нью-Йорке.
25 сентября 2020 года была исполнена песня «In Your Eyes» совместно с Kenny G и сингл «Blinding Lights» на сцене Time100 live, где Тесфайе выступил впервые.
23 ноября 2020 года исполнил композиции «Save Your Tears» и  «In Your Eyes» совместно с Kenny G на AMAs 2020. Это было самое грандиозное выступление того вечера - артист пел песни, гуляя, бегая и танцуя на пустой дороге, пока вокруг него взрывалась масса фейерверков.
25 ноября 2020 года Эйбл выступил для VEVO с композициями «Faith» (которую ранее не исполнял вживую) и «In Your Eyes» совместно с Kenny G.
10 декабря 2020 года выступил на шоу  iHeartRadio Jingle Ball Live,  где также принимали участие такие артисты как Billie Eilish , Sam Smith, Dua Lipa и др. Были исполнены композиции: «In Your Eyes», «Blinding Lights» и «Save Your Tears».

### Синглы
27 ноября 2019 года лид-сингл альбома, «Heartless», был выпущен в цифровом виде в музыкальных магазинах и потоковых сервисах. Песня была спродюсирована американским продюсером Metro Boomin. «Heartless» стал первым сольным синглом The Weeknd с момента выпуска в 2018 году «Call Out My Name» из мини-альбома My Dear Melancholy. Сингл занял первое место в американском чарте Billboard Hot 100 и стал четвёртой песней The Weeknd, возглавившей чарт, а также вторым его синглом, который спродюсировал Metro Boomin. Музыкальный видеоклип был выпущен 2 декабря 2019 года.
Второй сингл альбома, «Blinding Lights», был выпущен в цифровом виде в музыкальных магазинах и стриминговых сервисах 29 ноября 2019 года. Песня добралась до 11-го места в американском Billboard Hot 100 и заняла 1-е место в разных странах, став первой песней Уикнда, добравшейся до 1-го места в Австралии и Великобритании. Клип на эту песню был снят после клипа на «Heartless» и был выпущен 21 января 2020 года.
23 марта 2020 года вышел клип «In Your Eyes» и на следующий день 24 марта 2020 года был выпущен как третий сингл.

### Тизер
13 февраля 2020 года The Weeknd выпустил 48-секундный тизер, в котором было объявлено название альбома. Журналисты отметили его сходство с цифровыми работами, проделанными в фильме «Неогранённые драгоценности» 2019 года, в котором Тесфайе появился в камео. Визуальные эффекты тизера также с тем, что было использовано в музыкальных видео для первых двух синглов альбома.

## Отзывы
| Совокупная оценка    | Совокупная оценка |
| Источник             | Оценка            |
| -------------------- | ----------------- |
| AnyDecentMusic?      | 7.7/10            |
| Metacritic           | 80/100            |
| Оценки критиков      |                   |
| Источник             | Оценка            |
| AllMusic             | [ 34 ]            |
| Consequence of Sound | A–                |
| Evening Standard     | [ 36 ]            |
| Exclaim!             | 8/10              |
| The Guardian         | [ 38 ]            |
| The Independent      | [ 39 ]            |
| NME                  | [ 40 ]            |
| Pitchfork            | 7.9/10            |
| PopMatters           | 8/10              |
| Rolling Stone        | [ 43 ]            |

After Hours получил положительные отзывы музыкальных критиков и интернет-изданий. На сайте Metacritic альбом получил 83 балла из 100 на основе 17 обзоров, а на сайте AnyDecentMusic? ему дали 7,7 из 10.

## Коммерческий успех
Несмотря на то, что альбом ещё не был выпущен в течение периода отслеживания для чарта, заканчивающегося 27 февраля 2020 года, «After Hours» удалось занять 10-е место в американском хит-параде Rolling Stone Top 200 с тиражом 36,000 альбомных эквивалентных единиц. 19 марта 2020 года After Hours поставил рекорд по наибольшим глобальным предзаказам этого альбома за всю историю системы Apple Music history, когда более 1,02 млн пользователей предварительно добавили его в свои библиотеки заказов.
After Hours дебютировал на первом месте основного американского альбомного хит-парада Billboard 200 с тиражом 444,000 альбомных эквивалентных единиц, включая 275,000 продаж альбома. Это четвёртый для The Weeknd чарттоппер и лучшие продажи первой недели всего 2020 года. Дополнительно все 14 песен попали в сингловый чарт Billboard Hot 100, с десятью в top-40, включая трек «Blinding Lights» на первом месте.
Альбом дебютировал на первом месте в британском чарте UK Albums Chart с тиражом более 26,000 единиц, став вторым чарттоппером The Weeknd спустя пять лет после лидерства его диска Beauty Behind the Madness. Он также возглавил хит-парад родной для певца Канады с тиражом 54,000 альбомных эквивалентных единиц.

## Список композиций
Информация взята из Apple Music, Tidal и Spotify.
| №                   | Название                       | Автор(ы)                                                                         | Продюсеры                                                  | Длительность |
| ------------------- | ------------------------------ | -------------------------------------------------------------------------------- | ---------------------------------------------------------- | ------------ |
| 1.                  | «Alone Again»                  | Абель Тесфайе Джейсон Кенневилл [англ.] Карло Монтаньезе [англ.] Адам Фини       | Иллейнджело [англ.] Уикнд Дахела [англ.] Фрэнк Дьюкс       | 4:10         |
| 2.                  | «Too Late»                     | Тесфайе Кенневилл Монтаньезе Эрик Фредерик [англ.]                               | Иллейнджело Уикнд Дахела Рики Рид [англ.] Нейт Мерсеро [b] | 3:59         |
| 3.                  | «Hardest to Love»              | Тесфайе Макс Мартин Оскар Холтер [англ.]                                         | Мартин Холтер Уикнд                                        | 3:31         |
| 4.                  | «Scared to Live»               | Тесфайе Ахмад Балш [англ.] Мартин Холтер Дэниел Лопатин Элтон Джон Бернард Топин | Мартин Холтер Уикнд                                        | 3:11         |
| 5.                  | «Snowchild»                    | Тесфайе Балш Кенневилл Монтаньезе                                                | Иллейнджело Уикнд Дахела                                   | 4:07         |
| 6.                  | «Escape from LA»               | Тесфайе Майкл Мактаггарт Монтаньезе Лиленд Уэйн                                  | Метро Бумин Уикнд Иллейнджело                              | 5:55         |
| 7.                  | «Heartless»                    | Тесфайе Монтаньезе Уэйн Андре Проктор [англ.]                                    | Метро Бумин Уикнд Иллейнджело Дре Мун [англ.] [a]          | 3:18         |
| 8.                  | «Faith»                        | Тесфайе Балш Монтаньезе Уэйн                                                     | Метро Бумин Уикнд Иллейнджело                              | 4:43         |
| 9.                  | «Blinding Lights»              | Тесфайе Балш Кенневилл Мартин Холтер                                             | Мартин Холтер Уикнд                                        | 3:20         |
| 10.                 | «In Your Eyes»                 | Тесфайе Балш Мартин Холтер                                                       | Мартин Холтер Уикнд                                        | 3:57         |
| 11.                 | «Save Your Tears»              | Тесфайе Балш Кенневилл Мартин Холтер                                             | Мартин Холтер Уикнд                                        | 3:35         |
| 12.                 | «Repeat After Me» (интерлюдия) | Тесфайе Кевин Паркер [англ.] Дэниел Лопатин                                      | Паркер Уанотрикс Пойнт Невер                               | 3:15         |
| 13.                 | «After Hours»                  | Тесфайе Балш Монтаньезе Кенневилл Марио Уайненс                                  | Иллейнджело Уикнд Дахела Уайненс [b]                       | 6:01         |
| 14.                 | «Until I Bleed Out»            | Тесфайе Mejdi Rhars Остин Паоли Уэйн Дэниел Лопатин                              | Нотинбед Принс 85 Уанотрикс Пойнт Невер Метро Бумин Уикнд  | 3:10         |
| Общая длительность: | Общая длительность:            | Общая длительность:                                                              | Общая длительность:                                        | 56:12        |

| №                   | Название            | Автор(ы)                                                                | Продюсеры                                       | Длительность |
| ------------------- | ------------------- | ----------------------------------------------------------------------- | ----------------------------------------------- | ------------ |
| 15.                 | «Nothing Compares»  | The Weeknd, Ahmad Balshe, Eric Burton Frederic, DaHeala, Nate Mercereau | DaHeala, Nate Mercereau, Ricky Reed, The Weeknd | 3:42         |
| 16.                 | «Missed You»        | DaHeala, The Weeknd                                                     | DaHeala, The Weeknd                             | 2:24         |
| 17.                 | «Final Lullaby»     | DaHeala, The Weeknd                                                     | DaHeala, The Weeknd                             | 3:05         |
| Общая длительность: | Общая длительность: | Общая длительность:                                                     | Общая длительность:                             | 1:05:32      |

| №                   | Название                                          | Автор(ы)                                                                                  | Продюсер(ы)                           | Длительность |
| ------------------- | ------------------------------------------------- | ----------------------------------------------------------------------------------------- | ------------------------------------- | ------------ |
| 18.                 | «Save Your Tears» (Ремикс; дуэт с Арианой Гранде) | Ахмед Белуши, Джейсон Квенневиль, Эйбел Тесфайе, Ариана Гранде, Макс Мартин, Оскар Холтер | Макс Мартин, Оскар Холтер, The Weeknd | 3:11         |
| Общая длительность: | Общая длительность:                               | Общая длительность:                                                                       | Общая длительность:                   | 1:08:43      |

Примечания
- ↑  сопродюсер
- ↑  дополнительный продюсер

## Чарты
| Чарт (2020)                            | Высшая позиция |
| -------------------------------------- | -------------- |
| Австралия (ARIA)                       | 1              |
| Бельгия/Фландрия (Ultratop)            | 1              |
| Бельгия/Валлония (Ultratop)            | 2              |
| Канада (Canadian Albums Chart)         | 1              |
| Чехия (ČNS IFPI)                       | 1              |
| Дания (Hitlisten)                      | 1              |
| Нидерланды (Album Top 100)             | 1              |
| Эстония (Eesti Ekspress)               | 1              |
| Финляндия (Suomen virallinen lista)    | 2              |
| Франция (SNEP)                         | 2              |
| Германия (Offizielle Top 100)          | 5              |
| Ирландия (Irish Albums Chart)          | 1              |
| Италия (Classifica album)              | 1              |
| Japan Hot Albums (Billboard Japan)     | 76             |
| Lithuanian Albums (AGATA)              | 1              |
| Новая Зеландия (RMNZ)                  | 1              |
| Норвегия (VG-lista)                    | 1              |
| Шотландия (Scottish Albums Chart)      | 2              |
| Spanish Albums (PROMUSICAE)            | 3              |
| Швеция (Sverigetopplistan)             | 1              |
| Великобритания (UK Albums Chart)       | 1              |
| США (Billboard 200)                    | 1              |
| США (Billboard Top R&B/Hip-Hop Albums) | 1              |